# Vangede kilde
Vangede kilde er en helligkilde i Brobæk Mose (også kaldet Insulinmosen) ved Gentofte sø. Kilden og dens angiveligt helbredende virkning blev opdaget omkring 1709/1710 af en blind graver fra Trinitatis kirke, der en Sankt Hans Aften drak af kilden. Graveren fik sit syn tilbage. Kilden blev hurtigt et yndet udflugtsmål og mange tilrejsende drog mod kilden for at drikke det helbredende vand. 
Der blev i 1710 opsat en "fattigblok" ved kilden, hvor kildens besøgende kunne lægge et bidrag til de fattige i form af et ulige antal mønter. Allerede to år efter kildens opdagelsen var der i 1712 indsamlet så mange penge fra de tilrejsende, at der kunne etableres en stiftelse, der kunne drive et hospital, den daværende betegnelse for en fattiggård. Gjentofte-Lyngby hospital modtog indtægterne fra kilden, og kunne på den måde forsørge fattiglemmerne, der blev indskrevet på hospitalet.
Ludvig Holberg skrev i 1724 skuespillet Kilde-Reysen, hvori Holberg skrev satire over de mange, der troede på kildens helbredende kraft. Holberg angav aldrig præcist, hvilken kilde han tænkte på, men inspirationen er kommet fra enten Vangede kilde eller fra den nærliggende Vartov kilde i Hellerup.
I en indberetning fra stiftsbefalingsmanden på Sjælland fra 1743 blev beskrevet, at kilden på en Sankt Hans Aften blev besøgt af mangfoldige tilrejsende, der kom til fods, i vogn og til hest og at der kunne blive indsamlet mere end 100 rigsdaler på en Sankt Hans Aften. De besøgende smagte det helbredende vand og smagte også stærkere væsker. Således skrev godsforvalteren på Grev Bernstorffs gods, Torkel Baden om kilden:
| Citat | ... anpriste dette Vands hemmelige Kraft under Blanding med alle Slags spirituose Drikke som et vigtig Modgift mod Vattersot, Podegra og alle hektiske Svagheder. | Citat |
|       | |       |

Turismen blomstrede, særlig omkring Sankt Hans og de mange tilrejsende skabte grundlag for drift af Vangede kro, der i 1750 fik kongelig bevilling til krodrift i Vangede. 
Kilden fik dog konkurrence fra den nærliggende Kirsten Piils kilde og den til Kirsten Piils kilde knyttede underholdning i form af Dyrehavsbakken. Fattigblokken blev i 1754 flyttet til Kirsten Piils kilde. Vangede kilde var udflugtsmål indtil begyndelsen af 1800-tallet, men herefter ophørte interessen.
Vandet fra kilden var i 1968 ført gennem en ledning fra en brønd på Vidarskolen nord for mosen, mens blokken var opstillet ved nordenden af Gentofte Sø.